# Ferreruela de Huerva
Ferreruela de Huerva ist ein Ort und eine Gemeinde (municipio) mit nur noch 78 Einwohnern (Stand: 2024) im äußersten Norden der Provinz Teruel in der autonomen Region Aragonien im östlichen Zentrum von Spanien. Die Gemeinde gehört zur bevölkerungsarmen Serranía Celtibérica.

## Lage und Klima
Ferreruela de Huerva liegt in den Bergen der Sierra de Cucalón in ca. 1015 m Höhe und ist ca. 80 km (Fahrtstrecke) in nordnordwestlicher Richtung von der Provinzhauptstadt Teruel entfernt.
Das Klima ist trotz der Höhenlage gemäßigt bis warm; Regen fällt übers Jahr verteilt.

## Bevölkerungsentwicklung
| Jahr      | 1970 | 1981 | 1991 | 2001 | 2011 | 2021 |
| Einwohner | 194  | 142  | 100  | 80   | 71   | 75   |

## Sehenswürdigkeiten

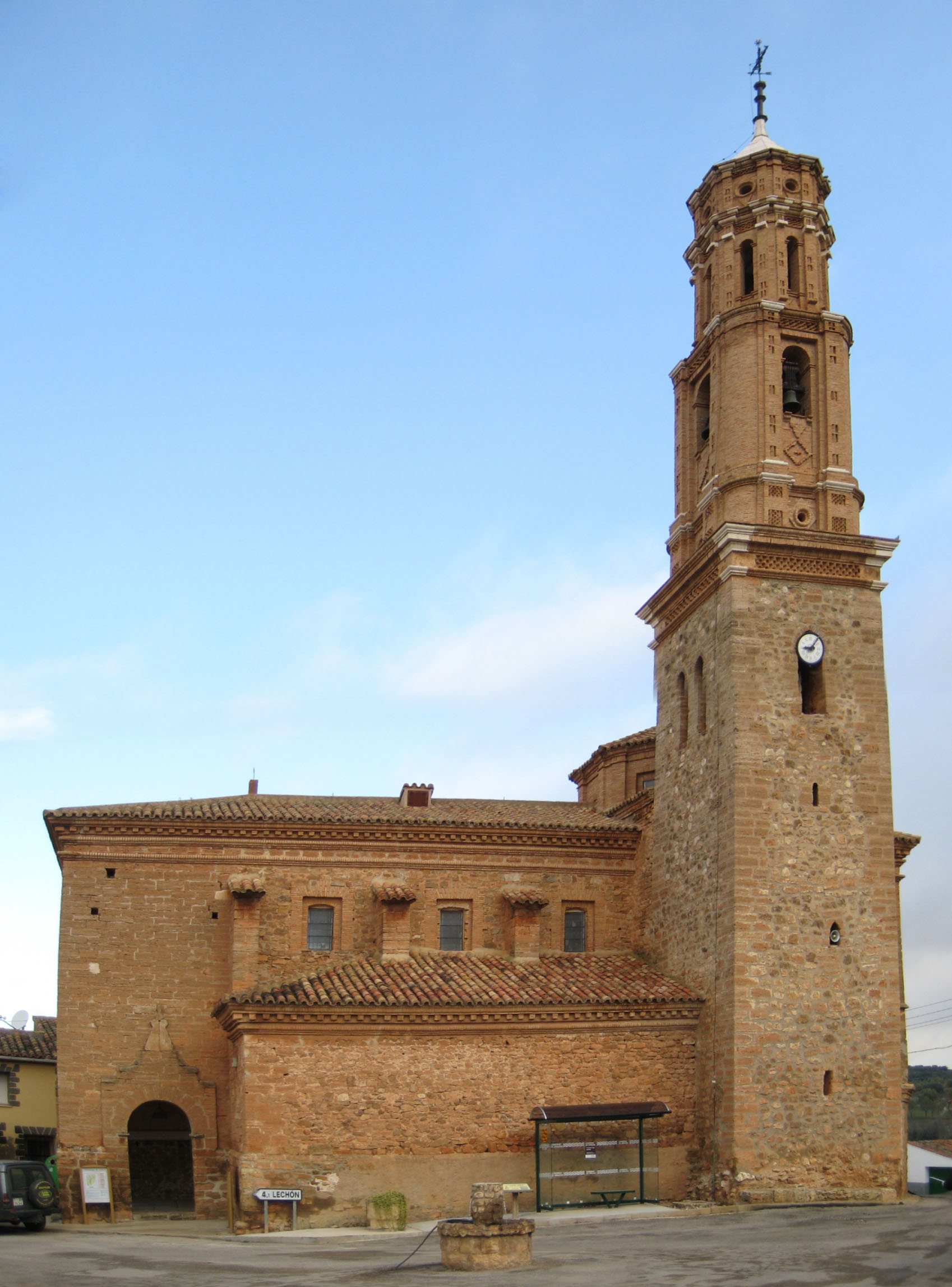
Kirche Mariä Himmelfahrt

- Kirche Mariä Himmelfahrt
- Rochuskapelle